# Alan Turing
Alan Mathison Turing, OBE (23. června 1912 Londýn — 7. června 1954 Wilmslow) byl britský matematik, logik, kryptoanalytik a zakladatel moderní informatiky. Veřejně známý je díky zásluhám o dešifrování nacistických tajných kódů během druhé světové války – Enigmy. V 50. letech byl odsouzen za homosexuální akt na základě zákona z roku 1885 a posmrtně rehabilitován královnou v roce 2013.

## Život a dílo
Poté, co se Alan Turing narodil, jeho rodiče se vrátili z Anglie zpátky do Indie, ale malého Alana s sebou nevzali, vychovávali ho příbuzní a chůvy. Jeho otcem byl matematik Julius Mathison Turing (1873–1947) a matkou Ethel Sara Turing, rozená Stoney (1881–1976). Alan ani ve svém dětství nevykazoval výjimečnou inteligenci, byl průměrným žákem. Bavily ho šachy, ale nebyl zvlášť dobrým hráčem.

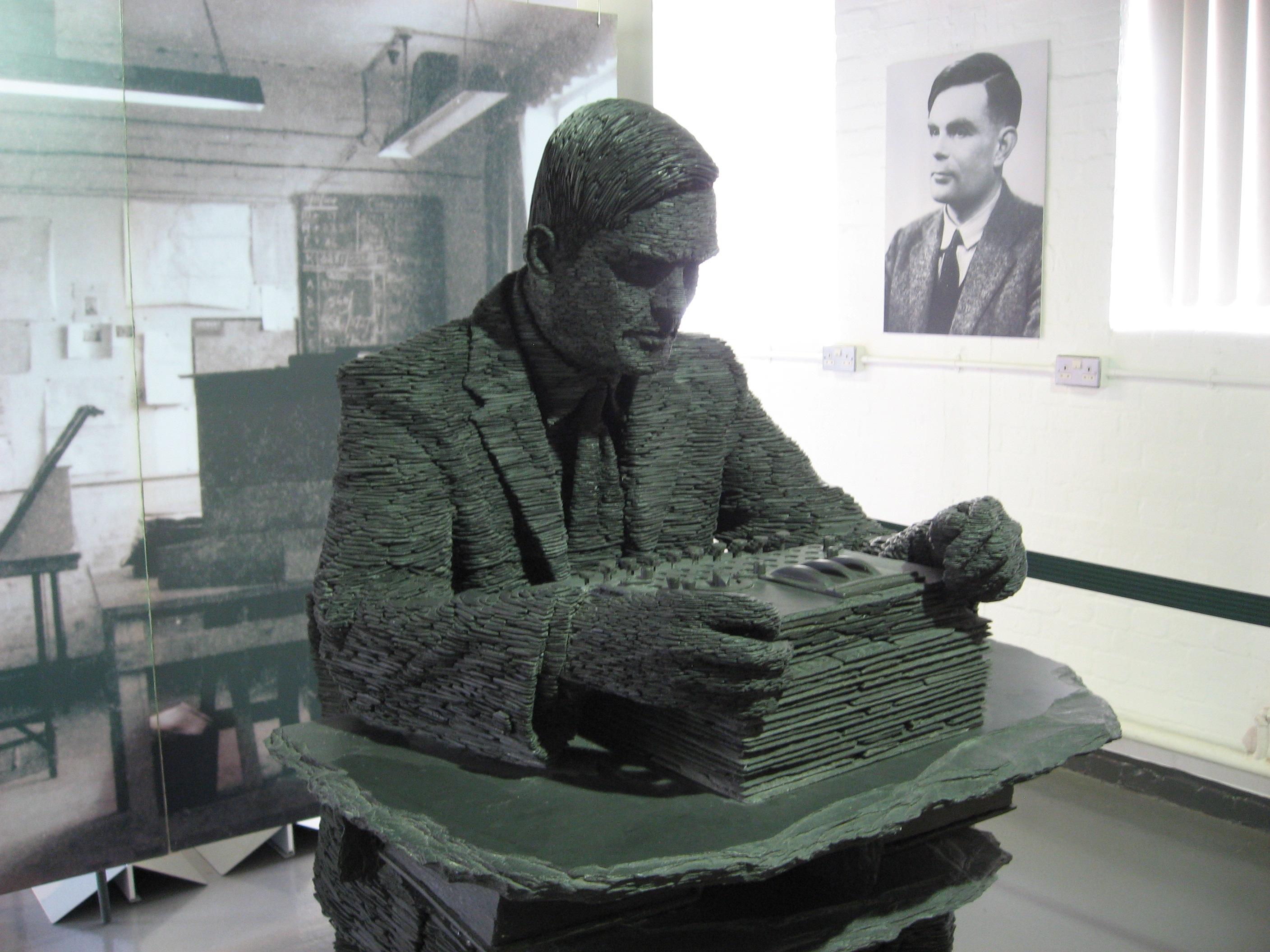
Plastika vědce v pracovně.

Když měl Alan nastoupit na střední školu Sherborne, ochromila Británii devítidenní všeobecná stávka, a tak Alan vzal kolo a během dvou dnů dojel do školy, která byla vzdálena asi 100 km. Na střední škole se seznámil s Christopherem Morcomem, bavili se spolu o vědeckých novinkách a prováděli vlastní pokusy. Morcomova smrt v roce 1930 Alana těžce zasáhla.
V letech 1931 až 1934 studoval Turing matematiku na King's College v Cambridge a v roce 1935 zde byl zvolen členem univerzitní koleje (fellow) na základě své disertace o centrální limitní větě.
Turingovy největší vědecké zásluhy tkví v jeho článku „On Computable Numbers, with an Application to the Entscheidungsproblem“ z roku 1936. Zavádí v něm pojem Turingova stroje, teoretického modelu obecného výpočetního stroje, který se stal jedním ze základů informatiky, a dokázal, že problém zastavení Turingova stroje není rozhodnutelný. Na základě Churchovy–Turingovy teze pak lze toto zjištění aplikovat na Hilbertem formulovaný tzv. Entscheidungsproblem neboli problém rozhodnutelnosti.
V letech 1937 a 1938 studoval na univerzitě v Princetonu pod vedením Alonza Churche a získal zde doktorát.
Za druhé světové války byl Turing nejdůležitějším z vědců, kteří v Bletchley Parku luštili německé tajné kódy šifrované stroji Enigma a Tunny. Toto úsilí bylo velice úspěšné a Angličané měli po větší část války k dispozici „tajné“ nepřátelské komunikace. Ani po válce ovšem o této své práci nemohl mluvit, jelikož by tím porušil státní tajemství. Nesprávně je zmiňován přímý podíl Turinga na sestrojení počítače Colossus, ve skutečnosti k němu nepřímo přispěl výzkumem kryptoanalýzy Lorenzovy šifry pomocí statistických metod.
Od roku 1948 pracoval na univerzitě v Manchesteru. Turing dlouhodobě uvažoval o možnostech inteligentních strojů a je autorem myšlenky tzv. Turingova testu, která tvrdí, že za inteligentní můžeme stroj považovat tehdy, když nejsme schopni odlišit jeho výstup (například jeho odpovědi) od výstupu člověka.
Po druhé světové válce byly myšlenky Turingova stroje využity při konstrukci prvních počítačů řízených programem uloženým ve vnitřní paměti. Tyto počítače Turing prakticky využíval v 50. letech, kdy pracoval na teoretickém vysvětlení morfogeneze.

### Kryptoanalýza
Od září roku 1938 pracoval Turing na částečný úvazek v Government Code and Cypher School neboli v Britském Vládním kódovacím a šifrovacím ústavu (GC&CS). Soustředil se na kryptoanalýzu šifrovacího stroje Enigma společně s Dillym Knoxem, služebně starším pracovníkem GC&CS. Brzy po schůzce u Varšavy v roce 1939, kde polský šifrovací ústav poskytl Britům a Francouzům podrobnosti o zapojení rotorů stroje Enigma a jejich metodě dešifrování zpráv, vypracovali Turing s Knoxem rozsáhlejší řešení. Polská metoda se opírala o nezabezpečený indikační postup, který Němci pravděpodobně změní, což také skutečně v květnu 1940 učinili. Turingův přístup byl obecnější a využíval dešifrování založené na známém textu, pro které vytvořil funkční specifikaci Bomby (vylepšení polské Bomby).
4. září 1939, den poté, co Británie vyhlásila válku Německu, se Turing hlásil v Bletchley Parku, válečné základně GC&CS. Stejně jako všichni ostatní, kteří do Bletchley přišli, musel svým podpisem stvrdit souhlas se zákonem o ochraně státního tajemství, v němž se zavázal neprozradit nic o své práci v Bletchley, přičemž za porušení tohoto zákona hrozily přísné právní sankce.
Specifikace Bomby byl prvním z pěti významných pokroků v kryptoanalýze, kterých Turing během války dosáhl. Dalšími byly: odvození indikačního postupu používaného německým námořnictvem; vývoj statistického postupu nazvaného Banburismus pro mnohem efektivnější využití Bomb; vývoj postupu nazvaného Turingova metoda (Turingismus) pro zajištění nastavení kontaktů rotorů šifrovacího stroje Lorenz SZ 40/42 (Tunny) a ke konci války vývoj přenosného bezpečného přístroje pro šifrování hlasové komunikace v Hanslope Parku, který dostal kódové označení Delilah.
Turing přispěl k tomuto tématu inovativním způsobem, když použil statistické techniky k optimalizaci zkoušení různých možností v procesu prolamování kódu. Napsal dvě práce pojednávající o matematických přístupech, nazvané The Applications of Probability to Cryptography a Paper on Statistics of Repetitions, které měly pro GC&CS a jeho nástupcem GCHQ takovou hodnotu, že byly vydány britským Národním archivem až v dubnu 2012, krátce před stým výročím jeho narození.
Během práce v Bletchley občas Turing běhal 40 mil (64 km) do Londýna, když se měl účastnit schůzek a podával výkony maratonce na světové úrovni. V roce 1948 se pokusil dostat do britského olympijského týmu, ale přibrzdilo ho zranění. Jeho zkušební čas uběhnutí maratonu byl jen o 11 minut pomalejší, než čas britského olympijského stříbrného medailisty Thomase Richardse (2 hodiny 35 minut). Byl nejlepším běžcem atletického klubu Walton, což zjistil ve chvíli, kdy tuto skupinu při svém vlastním běhu předběhl.
Na konci války bylo všem, kteří pracovali v Bletchley Parku, zasláno memorandum, v němž se připomínalo, že mlčenlivost, kterou nařizoval zákon o ochraně státního tajemství, nekončí s válkou, ale bude trvat na neomezenou dobu. Přestože byl Turingovi v roce 1946 králem Jiřím VI. udělen Řád britského impéria, zůstala jeho práce po mnoho let utajena.

### Bomba
Během několika týdnů po příchodu do Bletchley Parku Turing sestrojil elektromechanický stroj zvaný Bomba, který dokázal prolomit Enigmu účinněji než polská bomba kryptologiczna, od níž byl odvozen jeho název. Bomba, s vylepšením navrženým matematikem Gordonem Welchmanem, se stala jedním z hlavních nástrojů, a tím hlavním automatizovaným nástrojem, používaným na zprávy zašifrované Enigmou.
Bomba vyhledávala možná správná nastavení použitá pro zašifrovanou zprávu Enigmy (tj. pořadí rotorů, nastavení rotorů a nastavení zásuvné desky) pomocí vhodného základního textu: fragmentu možného nezašifrovaného textu. Pro každé možné nastavení rotorů (které mělo řádově 1019 stavů, resp. 1022 stavů pro čtyřrotorovou variantu U-boat) provedla Bomba elektromechanicky řetězec logických dedukcí na základě základního textu.
Bomba zjistila, kdy došlo k rozporu, vyloučila toto nastavení a přešla k dalšímu. Většina možných nastavení způsobila rozpory a byla vyřazena, takže zůstalo jen několik, které se podrobně zkoumaly. K rozporu došlo, když se zašifrované písmeno změnilo zpět na stejné písmeno základního textu, což u Enigmy nebylo možné. První Bomba byla instalována 18. března 1940.
Koncem roku 1941 byli Turing a jeho kolegové kryptoanalytici Gordon Welchman, Hugh Alexander a Stuart Milner-Barry frustrováni. V návaznosti na práci Poláků vytvořili dobře fungující systém pro dešifrování signálů Enigmy, ale jejich omezený personál a počet Bomb znamenaly, že nebyli schopni přeložit všechny signály. V létě dosáhli značných úspěchů a ztráty v lodní dopravě klesly pod 100 000 tun měsíčně; nutně však potřebovali více prostředků, aby mohli držet krok s německými úpravami. Snažili se získat více lidí a financovat více Bomb oficiální cestou, ale neuspěli.
Dne 28. října, s Turingem v čele, napsali dopis přímo Winstonu Churchillovi, v němž vysvětlovali své potíže. Zdůrazňovali, jak malá je jejich potřeba ve srovnání s obrovskými výdaji na lidské a finanční zdroje pro armádu a ve srovnání s úrovní pomoci, kterou mohou armádě nabídnout. Jak později napsal Turingův životopisec Andrew Hodges, „tento dopis měl elektrizující účinek.“ Churchill napsal generálu Ismayovi oběžník, který zněl: „S ÚČINNOSTÍ JEŠTĚ DNES: Ujistěte se, že mají vše, co chtějí (s nejvyšší prioritou), a podejte mi zprávu o splnění jejich požadavků.“ Šéf tajné služby 18. listopadu hlásil, že byla přijata všechna možná opatření. Kryptografové v Bletchley Parku o premiérově odpovědi nevěděli, ale jak vzpomínal Milner-Barry: „Jediné, čeho jsme si všimli, bylo, že přibližně od toho dne naše obtíže začaly zázračně mizet.“ Do konce války bylo v provozu více než dvě stě Bomb.

### Námořní Enigma
Turing se rozhodl řešit obzvláště obtížný problém německé námořní Enigmy, „protože nikdo jiný na tom nepracoval a já jsem to mohl mít jen pro sebe“. V prosinci 1939 Turing vyřešil podstatnou část námořního indikačního systému, který byl složitější než indikační systémy používané ostatními službami.
Téže noci také přišel na myšlenku Banburismu, sekvenční statistické techniky (kterou Abraham Wald později nazval sekvenční analýzou), která měla pomoci při prolomení námořní Enigmy. Pro tento účel vymyslel míru váhy důkazu, kterou nazval ban. Banburismus dokázal vyloučit určité sekvence rotorů Enigmy, čímž se podstatně zkrátila doba potřebná k testování nastavení na bombách. Později byl tento postupný proces hromadění dostatečné váhy důkazů pomocí decibanů (desetina banu) použit při kryptoanalýze Lorenzovy šifry.
Turing v listopadu 1942 odcestoval do Spojených států kde spolupracoval s kryptoanalytiky amerického námořnictva na námořní Enigmě a konstrukci Bomb ve Washingtonu. Navštívil také jejich Laboratoř výpočetních strojů (United States Naval Computing Machine Laboratory – NCML) v Daytonu ve státě Ohio, ale jeho reakce na americký návrh Bomb nebyla příliš pozitivní. Během této cesty také pomáhal v Bellových laboratořích s vývojem zařízení pro bezpečnou komunikaci. Do Bletchley Parku se vrátil v březnu 1943.

### Turingery (Turingismus)
V červenci 1942 Turing vymyslel techniku označovanou jako Turingery (nebo žertovně Turingismus) pro rozluštění zpráv šifrovaných Lorenzovou šifrou, které vytvářel nový německý stroj Geheimschreiber (tajný pisatel). Jednalo se o rotorový šifrovací nástavec pro dálnopis s kódovým označením Tunny. Turingery byla metoda luštění pozic rotorů, tj., postup, jak zjistit nastavení kontaktů rotorů. Turing se také seznámil s týmem pracujícím na stroji Tunny Tommyho Flowerse, který pod vedením Maxe Newmana pokračoval v konstrukci počítače Colossus, prvního programovatelného digitálního elektronického počítače na světě, který nahradil předchozí jednodušší stroj (Heath Robinson) a jehož vyšší rychlost umožnila užitečně aplikovat statistické dešifrovací techniky na kódované zprávy. Někteří mylně uvádějí, že byl Turing klíčovou postavou při konstrukci tohoto počítače. Technikou Turingery a statistickým přístup Banburismus nepochybně k úvahám o kryptoanalýze Lorenzovy šifry přispěl, ale na vývoji počítače Colossus se přímo nepodílel.

### Delilah
Po své práci v Bellových laboratořích v USA se Turing zabýval myšlenkou elektronického šifrování řeči v telefonním systému. V druhé polovině války přešel pracovat pro oddělení Radio Security Service tajných služeb (později HMGCC) v Hanslope Parku kde dále rozvíjel své znalosti v oblasti elektroniky pod vedením Donalda Bayleyho. Společně se ujali návrhu a konstrukce přenosného zabezpečeného hlasového komunikačního zařízení s kódovým označením Delilah. Zařízení bylo určeno pro různé využití, ale chyběla mu možnost použití pro dálkové rádiové přenosy. V každém případě byl Delilah dokončen příliš pozdě na to, aby mohl být použit během války. Přestože systém plně fungoval a Turing jej předvedl úředníkům zašifrováním a dešifrováním záznamu projevu Winstona Churchilla, Delilah nebyl schválen k použití. Turing také konzultoval s Bellovými laboratořemi vývoj systému SIGSALY, bezpečného hlasového systému, který byl používán v pozdějších letech války.

### Odsouzení a smrt

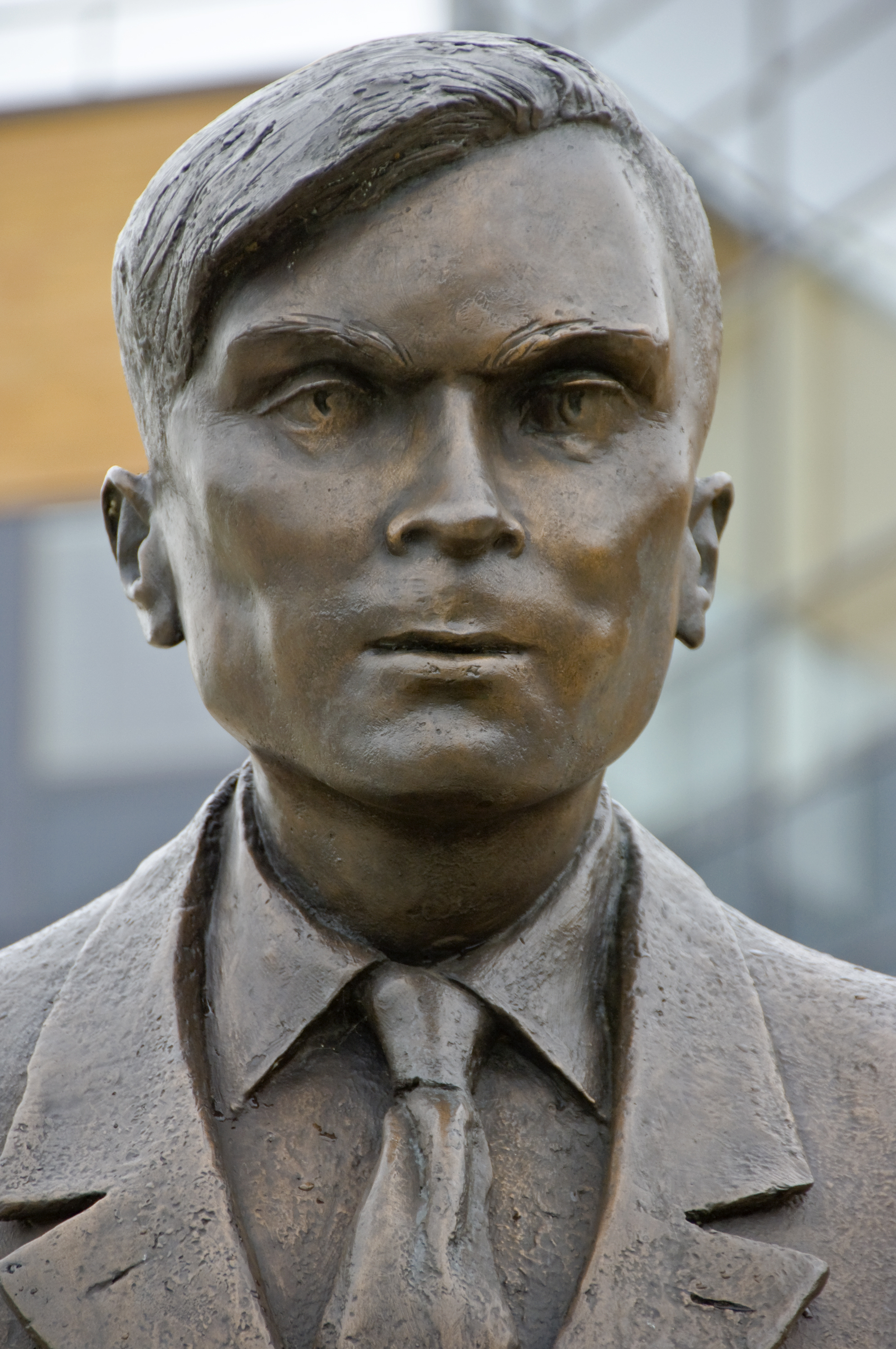
Busta Alana Turinga, Univerzita v Surrey

O Turingově osobním životě je známo málo. V roce 1941 požádal o ruku kolegyni Joan Clarke, která se stejně jako on věnovala matematice a kryptoanalýze, ale jejich zasnoubení trvalo jen krátce. Poté, co jí Turing přiznal, že je homosexuál, což ji údajně „nezaskočilo“, rozhodl se sňatek neuskutečnit.
V lednu 1952 se Turing seznámil s devatenáctiletým nezaměstnaným Arnoldem Murrayem a pozval jej k sobě domů. Dne 23. ledna byl dům vykraden. Murray sdělil Turingovi, že zlodějem byl pravděpodobně jeho známý, a Turing nahlásil vloupání na policii. Během vyšetřování se přiznal, že s Murrayem měl sexuální vztah. Následně byl obviněn ze sexuálního deliktu (gross indecency) a čelil soudnímu procesu. V souvislosti s tím mu byl odepřen další přístup k utajovaným informacím a tedy i jeho účast na šifrování ve Vládním komunikačním centru (GCHQ). Přišel rovněž o možnost cestovat do USA. Své místo na univerzitě v Manchesteru si ale udržel.
Alan Turing byl odsouzen a musel volit mezi (až dvouletým) vězením a probací – podmíněným prominutím trestu, které ovšem bylo vázáno na podstoupení hormonální „léčby“ (organo-therapic treatment). Rozhodl se pro druhou možnost: po dobu jednoho roku dostával ke snížení libida dávky syntetického ženského hormonu estrogenu diethylstilbestrolu , který navíc běžně způsoboval gynekomastii (růst prsů): nevítaný příklad morfogeneze, jíž se zrovna zabýval.
Dne 7. června 1954 Turing zemřel na otravu kyanidem draselným. Tím mělo být napuštěno jablko, ze kterého trochu snědl. Přítomnost kyanidu v jablku nebyla testována, jako příčina smrti byl kyanid určen až při pitvě. Podle oficiálního stanoviska se jednalo o sebevraždu, čímž byly odmítnuty spekulace o náhodě (neopatrné zacházení s chemikáliemi) nebo o vraždě (politické, špionážní).

### Vládní omluva
V září 2009 se britský premiér Gordon Brown jménem vlády omluvil Alanu Turingovi za příkoří, které mu bylo způsobeno, když byl odsouzen pro homosexualitu. Omluvu zveřejnil list The Daily Telegraph. „Jménem britské vlády a všech těch, kdo díky Alanově práci žijí svobodně, říkám: Je nám to líto. Zasloužil jste si něco lepšího,“ napsal Brown. „Není přehnané říci, že bez jeho mimořádného přispění mohly být dějiny druhé světové války velice odlišné. To, za co mu musíme být vděčni, staví do ještě hroznějšího světla fakt, že se s ním jednalo tak nelidsky.“
Dne 24. prosince 2013 udělila britská královna Alžběta II. Alanu Turingovi královskou posmrtnou milost.
Britský ministr spravedlnosti Grayling k milosti uvedl: „Jeho genialita pomohla ukončit válku a zachránila tisíce životů. Jeho pozdější život byl zastíněn jeho odsouzením za homosexualitu. Tento rozsudek bychom nyní považovali za nespravedlivý a diskriminační, a proto byl rozsudek odvolán. Alan Turing si zaslouží být uznáván za jeho přínosy ve válečném tažení a ve vědě o počítačích. Milost od královny je adekvátní hold tomuto skvělému muži.“
V roce 2019 britská centrální banka oznámila, že pro novou bankovku s nejvyšší nominální hodnotou 50 liber zvolila Turingův portrét, doplněný jeho citátem „Toto je pouze předzvěst toho, co přijde, a stín toho, co bude.“ Vědec byl vybrán ze seznamu 200 000 vědeckých osobností britské historie; nahrazuje vynálezce parního stroje Jamese Watta a Matthewa Boultona. Novou plastovou a hůře padělatelnou bankovku připravovala banka k vypuštění do oběhu v roce 2021.
Na počest Alana Turinga je od roku 1966 udílena Turingova cena, jedno z nejvýznamnějších informatických ocenění.
Dne 28. května se každoročně slaví Mezinárodní den počítačů. Má kořeny v 28. květnu 1936, kdy Alan Turing publikoval článek „On Computable Numbers, with an Application to the Entscheidungsproblem“, který položil základy počítačové vědy.
V roce 2014 natočil režisér Morten Tyldum o Turingovi životopisný film Kód Enigmy, ve kterém roli Alana Turinga ztvárnil anglický herec Benedict Cumberbatch.